# Carl Johan Malmsten
Pour les articles homonymes, voir Malmsten.
Carl Johan Malmsten (9 avril 1814, Uddetorp, Suède – 11 février 1886, Uppsala) est un mathématicien et un homme politique suédois, connu pour ses découvertes en analyse complexe, et pour l'aide qu'il a apportée à Mittag-Leffler dans sa création du journal Acta Mathematica. On a redécouvert à la fin du 20e siècle ses évaluations de plusieurs importantes séries et intégrales logarithmiques.
Malmsten est devenu maître de conférences en 1840, puis professeur de mathématiques en 1842 à l'université d'Uppsala. Il fut élu à l'Académie royale des sciences de Suède en 1844. Il était également ministre sans portefeuille de 1859 à 1866, et gouverneur du comté de Skaraborg de 1866 à 1879.

## Principales contributions
Bien que Malmsten soit surtout connu pour ses travaux en analyse complexe, il a aussi apporté de grandes contributions à d'autres branches des mathématiques, mais ses résultats ont été injustement oubliés, ou attribués à d'autres, souvent bien postérieurs. Ainsi, ce n'est qu'en 2012 que Iaroslav Blagouchine découvrit que Malmsten avait été le premier à déterminer la valeurs de plusieurs intégrales et séries liées aux fonctions gamma et zêta, parmi lesquelles des séries attribuées jusque-là à Kummer et des intégrales calculées par Ilan Vardi. Malmsten obtint ainsi en 1842 l'ensemble des intégrales suivantes, mettant en jeu la fonction logarithme itéré : 
{\displaystyle \,\int _{1}^{\infty }\!{\frac {\,\ln \ln {x}\,}{1+x^{2}}}\,\mathrm {d} x\,=\,{\frac {\pi }{\,2\,}}\ln \left({\frac {\Gamma {(3/4)}}{\Gamma {(1/4)}}}{\sqrt {2\pi \,}}\right)}
{\displaystyle \int _{1}^{\infty }\!{\frac {\ln \ln {x}}{(1+x)^{2}}}\,\mathrm {d} x={\frac {1}{2}}\left(\ln {\frac {\pi }{2}}-\gamma \right),}
{\displaystyle \int _{1}^{\infty }\!{\frac {\ln \ln {x}}{1-x+x^{2}}}\,\mathrm {d} x={\frac {2\pi }{\sqrt {3}}}\ln \left({\frac {\sqrt[{6}]{32\pi ^{5}}}{\Gamma {(1/6)}}}\right)}
{\displaystyle \int _{1}^{\infty }\!{\frac {\ln \ln {x}}{1+x+x^{2}}}\,\mathrm {d} x={\frac {\pi }{\sqrt {3}}}\ln \left({\frac {\Gamma {(2/3)}}{\Gamma {(1/3)}}}{\sqrt[{3}]{2\pi }}\right)}
et plus généralement :
{\displaystyle \int _{1}^{\infty }\!{\frac {\ln \ln {x}}{1+2x\cos \varphi +x^{2}}}\,\mathrm {d} x={\frac {\pi }{2\sin \varphi }}\ln \left\{{\frac {(2\pi )^{\frac {\varphi }{\pi }}\,\Gamma \!\left(\!{\frac {1}{\,2\,}}+{\frac {\varphi }{\,2\pi \,}}\!\right)}{\Gamma \!\left(\!{\frac {1}{\,2\,}}-{\frac {\varphi }{\,2\pi \,}}\!\right)}}\right\},\qquad \varphi \in ]-\pi ,0[\cup ]0,\pi [}
{\displaystyle {\begin{aligned}\int _{1}^{\infty }\!{\frac {x^{n-2}\ln \ln {x}}{1-x^{2}+x^{4}-\cdots +x^{2n-2}}}\,\mathrm {d} x\\\ &={\frac {\pi }{\,2n\,}}\sec {\frac {\,\pi \,}{2n}}\!\cdot \ln \pi +{\frac {\pi }{\,n\,}}\cdot \!\!\!\!\!\!\sum _{l=1}^{\;\;{\frac {1}{2}}(n-1)}\!\!\!\!(-1)^{l-1}\cos {\frac {\,(2l-1)\pi \,}{2n}}\cdot \ln \left(\!{\frac {\Gamma \!\left(1-\displaystyle {\frac {2l-1}{2n}}\right)}{\Gamma \!\left(\displaystyle {\frac {2l-1}{2n}}\right)}}\right),\qquad n=3,5,7,\ldots \end{aligned}}}
{\displaystyle \int _{1}^{\infty }\!{\frac {x^{n-2}\ln \ln {x}}{1+x^{2}+x^{4}+\cdots +x^{2n-2}}}\,\mathrm {d} x={\begin{cases}\displaystyle {\frac {\,\pi \,}{2n}}\tan {\frac {\,\pi \,}{2n}}\ln 2\pi +{\frac {\pi }{n}}\sum _{l=1}^{n-1}(-1)^{l-1}\sin {\frac {\,\pi l\,}{n}}\cdot \ln \left\{\!{\frac {\Gamma \!\left(\!\displaystyle {\frac {1}{\,2\,}}+\displaystyle {\frac {l}{\,2n}}\!\right)}{\Gamma \!\left(\!\displaystyle {\frac {l}{\,2n}}\!\right)}}\right\},\quad n=2,4,6,\ldots \\[10mm]\displaystyle {\frac {\,\pi \,}{2n}}\tan {\frac {\,\pi \,}{2n}}\ln \pi +{\frac {\pi }{n}}\!\!\!\!\!\sum _{l=1}^{\;\;\;{\frac {1}{2}}(n-1)}\!\!\!\!(-1)^{l-1}\sin {\frac {\,\pi l\,}{n}}\cdot \ln \left\{\!{\frac {\Gamma \!\left(1-\displaystyle {\frac {\,l}{n}}\!\right)}{\Gamma \!\left(\!\displaystyle {\frac {\,l}{n}}\!\right)}}\right\},\qquad n=3,5,7,\ldots \end{cases}}}
(pour lesquelles {\displaystyle \Gamma } désigne la fonction gamma et {\displaystyle \gamma } la constante d'Euler)
Beaucoup de ces intégrales furent redécouvertes par plusieurs auteurs à partir de 1988, en particulier Vardi, Adamchik, Medina, et Moll ; la première a été souvent nommée intégrale de Vardi , et figure sous ce nom sur MathWorld ou sur le site de l'OEIS. Malmsten obtint les formules précédentes par des manipulations de séries, mais les auteurs les ayant redécouvertes utilisèrent des intégrales de contour, la fonction zêta de Hurwitz, les polylogarithmes, ou encore les fonctions L. Plus de 70 intégrales analogues plus complexes ont été découvertes par Adamchik et Blagouchine, par exemple les deux suivantes :
{\displaystyle \int _{1}^{\infty }{\frac {x\ln \ln x}{1+x^{3}}}\,\mathrm {d} x={\frac {\ln 2}{6}}\ln {\frac {3}{2}}-{\frac {\pi }{6{\sqrt {3}}}}\left[\ln 54-8\ln 2\pi +12\ln \Gamma \left({\frac {1}{3}}\right)\right]}
{\displaystyle \int _{1}^{\infty }\!{\frac {x\ln \ln x}{(1-x+x^{2})^{2}}}\,\mathrm {d} x=-{\frac {\gamma }{3}}-{\frac {1}{3}}\ln {\frac {6{\sqrt {3}}}{\pi }}+{\frac {\pi {\sqrt {3}}}{27}}\left\{5\ln 2\pi -6\ln \Gamma \left({\frac {1}{6}}\right)\right\}}
Certaines de ces intégrales font apparaitre des arguments complexes de la fonction gamma (ce qui est plutôt inhabituel), par exemple :
{\displaystyle \int _{1}^{\infty }\!{\frac {x\ln \ln {x}}{1+4x^{2}+x^{4}}}\,\mathrm {d} x={\frac {\,\pi \,}{\,2{\sqrt {3\,}}\,}}\mathrm {Im} \!\left[\ln \Gamma \!\left(\!{\frac {1}{2}}-{\frac {\ln(2+{\sqrt {3\,}})}{2\pi i}}\right)\!\right]+\,{\frac {\ln(2+{\sqrt {3\,}})}{\,4{\sqrt {3\,}}\,}}\ln \pi },
et d'autres sont liées aux constantes de Stieltjes,,.
En 1842, Malmsten détermina également la valeur de plusieurs séries mettant en jeu des logarithmes, par exemple
{\displaystyle \sum _{n=0}^{\infty }(-1)^{n}{\frac {\ln(2n+1)}{2n+1}}\,=\,{\frac {\pi }{4}}\left(\ln \pi -\gamma \right)-\pi \ln \Gamma \left({\frac {3}{4}}\right)}
et
{\displaystyle \sum _{n=1}^{\infty }(-1)^{n-1}{\frac {\sin an\cdot \ln {n}}{n}}\,=\,\pi \ln \left\{{\frac {\pi ^{{\frac {1}{2}}-{\frac {a}{2\pi }}}}{\Gamma \left(\displaystyle {\frac {1}{2}}+{\frac {a}{2\pi }}\right)}}\right\}-{\frac {a}{2}}\left(\gamma +\ln 2\right)-{\frac {\pi }{2}}\ln \cos {\frac {a}{2}}\,,\qquad -\pi <a<\pi ,}
lesquelles furent redécouvertes (sous une forme légèrement différente) par  Ernst Kummer en 1847.
Malsmten apporta également une contribution notable à la théorie des fonctions L, obtenant en 1842 l'importante équation fonctionnelle
{\displaystyle L(s)\equiv \sum _{n=0}^{\infty }{\frac {(-1)^{n}}{(2n+1)^{s}}}\qquad \qquad L(1-s)=L(s)\Gamma (s)2^{s}\pi ^{-s}\sin {\frac {\pi s}{2}},}
et son analogue pour la fonction M définie par
{\displaystyle M(s)\equiv {\frac {2}{\sqrt {3}}}\sum _{n=1}^{\infty }{\frac {(-1)^{n+1}}{n^{s}}}\sin \left({\frac {\pi n}{3}}\right)\qquad \qquad M(1-s)=\displaystyle {\frac {2}{\sqrt {3}}}\,M(s)\Gamma (s)3^{s}(2\pi )^{-s}\left({\frac {\pi s}{2}}\right),}
(dans ces deux formules, 0<s<1). La première avait été découverte par Leonhard Euler en 1749, mais Malmsten en donna une démonstration rigoureuse. Quatre ans plus tard, Malmsten obtint d'autres formules analogues, cas particuliers de l'équation fonctionnelle de Hurwitz.
Enfin, en 2014, Blagouchine découvrit que Malmsten avait obtenu en 1846 la formule de réflexion pour les constantes de Stieltjes  :
{\displaystyle \gamma _{1}\left({\frac {m}{n}}\right)-\gamma _{1}\left(1-{\frac {m}{n}}\right)=2\pi \sum _{l=1}^{n-1}\sin {\frac {2\pi ml}{n}}\cdot \ln \Gamma \left({\frac {l}{n}}\right)-\pi (\gamma +\ln 2\pi n)\cot {\frac {m\pi }{n}}}
(m et n entiers positifs avec m<n). Dans la littérature, cette identité est en général attribuée à Almkvist et Meurman, qui l'ont obtenue dans les années 1990.